# ولگر اندرسون
ولگر اندرسون (انگلیسی: Volger Andersson; ۱۹ ژانویهٔ ۱۸۹۶ – ۶ اکتبر ۱۹۶۹) اسکی‌باز صحرانوردی اهل سوئد بود.